# John Uri Lloyd
John Uri Lloyd (19 aprile 1849 – 9 aprile 1936) è stato un farmacologo e scrittore statunitense che esercitò un forte influsso in ambito farmacognostico, etnobotanico, economico-botanico ed erboristico. Fu anche un romanziere di buon successo, soprattutto con il romanzo Etidorhpa (1895).

## Biografia
Nato nello Stato di New York dagli insegnanti Nelson Marvin Lloyd e Sophia Webster, la sua famiglia si spostò a Florence e Petersburg nel Kentucky settentrionale, vicino a Cincinnati nel 1853. Lloyd divenne apprendista presso i laboratori del chimico William J.M. Gordon quando era quattordicenne e in seguito presso George Eger.
Anche i suoi fratelli minori Nelson Ashley Lloyd (1851-1926) e Curtis Gates Lloyd (1859-1926) entrarono nello stesso campo scientifico e nel 1886 i fratelli rinominarono la Compagnia Merrell and Thorpe come Lloyd Brothers, Pharmacists, Inc.
Nel 1919 Lloyd e i suoi due fratelli stabilirono dei fondi comuni d'investimento per fondare la Lloyd Library e il Lloyd Museum. Oggi molti ritengono che questi istituti contengano molte fra le migliori raccolte al mondo dedicate alla "Medicina eclettica", alla botanica medica e alla farmacologia.
Dopo la morte di Lloyd, S.B. Penick acquistò l'azienda nel 1938, e nel 1969 la casa produttrice farmaceutica tedesca Hoechst AG acquisì le operazioni. Le innovazioni di Lloyd includono un "distillatore a freddo" per le estrazioni da piante e il primo "alcaloide tamponato" (buffered alkaloid) chiamato "alcresta" (fatto con silicato idrato di alluminio). 
La casa di John Uri Lloyd, a Cincinnati, fu aggiunta al Registro Nazionale statunitense dei Luoghi storici nel 1973.
La sua più duratura eredità è costituita dalla Lloyd Library e il Museo Lloyd, da una serie di romanzi a carattere regionalistico sull'areale settentrionale del Kentucky e soprattutto dal complesso romanzo Etidorhpa (1895), un'allegoria scientifica che alcuni considerano una delle prime vere opere di fantascienza statunitense e che fu letta e amata da un autore del calibro di Howard Phillips Lovecraft.

## Opere
- Stringtown on the Pike: A Tale of Northernmost Kentucky (1901)
- Red Head (1903)
- Etidorhpa (1895)